# 三大テノール

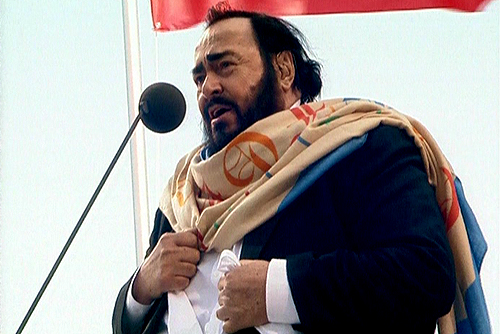
ルチアーノ・パヴァロッティ

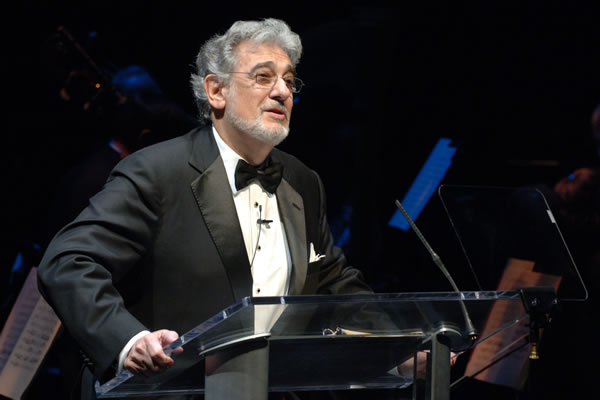
プラシド・ドミンゴ

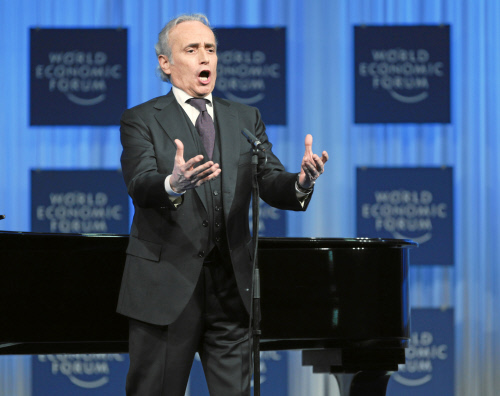
ホセ・カレーラス

三大テノール（さんだいテノール、イタリア語: I Tre Tenori, 英語: The Three Tenors）は、ルチアーノ・パヴァロッティ、プラシド・ドミンゴ、ホセ・カレーラスの3名のテノール歌手が、共同でコンサート等の活動を行った際に用いた名称「The Three Tenors」が元になっている。
「The Three Tenors」に日本語の「三大」に相当する意味はないが、3人がそれぞれ人気、実力を兼ね備えた当時を代表するスター歌手であったことから、3人の歌手の存在そのものを指す言葉となった。なお、ドミンゴはドイツオペラも一定数こなし、またドミンゴとカレーラスはフランスオペラの「カルメン」のホセ役でも知られるものの、実質的には「イタリアオペラの三大テノール」であり、ルネ・コロやペーター・シュライヤーのようなドイツオペラ、ドイツ歌曲のテノール歌手が比較の対象になることはほとんどなかった。
三大テノールとしての最初の活動は、1990年イタリアで行われたFIFAワールドカップの前夜祭として、ローマのカラカラ浴場で行われたコンサートである。その後も4年毎に開催されるワールドカップのたびにコンサートが催され、2002年の日韓共催の際の横浜アリーナまで続いた。この他にも3人での世界ツアーも数多く行い、オペラだけでなくナポリ民謡やポップスなどレパートリーも豊富で、テノールやオペラの魅力を大衆に広めることに大きく貢献した。
日本では1996年6月29日に旧国立競技場で最初の公演が行われ、1999年1月9日にヴァーナルが東京ドームで行った「3大テノール ニューイヤー・コンサート'99」はエフエム東京や東京メトロポリタンテレビジョンを通じて全国に放送された。
2003年のコンサートが最後となり、2007年にパヴァロッティが死去したことで三大テノールとしての活動は終わりとなった。
解散後も「その時代を代表するトップ歌手」という意味での三大テノールという言葉はその後も使われ続け、「ポスト・三大テノール」は誰か、などの議論もされていた。
後にニール・シコフ、ジュゼッペ・サッバティーニ、ヴィンチェンツォ・ラ・スコーラの三人が「グレート３テナーズ」の名称でコンサートを行ったことがある。